# Григорије (сликар)
Григорије (XIV век — XV век) био је српски сликар из Македоније.

## Дело
Григорије је сарађивао са Јованом Зографом на фрескама манастирске цркве Андреаш из 1389. на реци Трески код Скопља. Након Јованове смрти, Григорије сарађује са Јовановим братом јеромонахом Макаријем Зографом, са којим ради на великом Деисису у манастиру Зрзе код Прилепа.